# ضربات الطائرات المسيرة في اليمن
بدأت ضربات الطائرات الأمريكية بدون طيار في اليمن بعد هجمات11سبتمبر/أيلول2001 في الولايات المتحدة، عندما هاجم الجيش الأمريكي وجود المتشددين الإسلاميين في اليمن، ولا سيما تنظيم القاعدة في شبه الجزيرة العربية باستخدام حرب الطائرات بدون طيار.
مع التدخل بقيادة السعودية في اليمن،هاجم التحالف الذي تقوده السعودية أيضًا المتمردين الحوثيين باستخدام حرب الطائرات بدون طيار. كما استخدمت جماعة الحوثي حرب الطائرات بدون طيار لمهاجمة التحالف الذي تقوده السعودية والقوات الحكومية الموالية لليمن.

## خلفية
قالت الولايات المتحدة في البداية إنها استخدمت القتل المستهدف في نوفمبر/تشرين الثاني2002، بتعاون وموافقة الحكومة اليمنية. في 5نوفمبر2002، قُتل عناصر من القاعدة في سيارة كانت تسير عبر اليمن في عملية قتل مستهدفة بصاروخ أطلق من طائرة بدون طيار تسيطر عليها وكالة المخابرات المركزية.
في عام2004، قام مراسل خارجي تابع لبرنامج الشؤون الدولية التابع لهيئة الإذاعة والتلفزيون الأسترالية(ABC-TV)بالتحقيق في القتل المستهدف وضلوع السفير الأمريكي في إطار تقرير بعنوان «خيار اليمن». فحص التقرير تطور التكتيكات والإجراءات المضادة في التعامل مع الهجمات المستوحاة من القاعدة.
وفقًا للتايمز، في عام2010، أطلقت الولايات المتحدة، بالتعاون مع مسؤولين يمنيين، أربعة صواريخ كروز على أهداف إرهابية مشتبه بها في اليمن. وبحسب التايمز، طلبت اليمن من الولايات المتحدة تعليق الضربات بعد أن قتل أحد الصواريخ زعيم عشيرة موالية لليمن الشيخ جابر الشبواني، نائب محافظ مأرب، مما أدى إلى انقلاب قبيلته على الحكومة اليمنية. وذكرت التايمز أيضا أن القوات الخاصة الأمريكية كانت على الأرض في اليمن للمساعدة في مطاردة عناصر القاعدة.
نُفذ ما يُقدر بـ98 هجومًا بطائرات بدون طيار أمريكية في اليمن بين عامي2002 و2015: 41 في2012 و 26في2013 و 14في2014.

## الجدول الزمني

### 2002
في أوائل عام 2002 وافقت إدارة بوش على إرسال حوالي100 من قوات العمليات الخاصة إلى اليمن.
تم تفجير ست يمني يشتبه في انتمائهم لتنظيم القاعدة حتى في سيارتهم في محافظة مأرب في نوفمبر تشرين الثاني عام2002 من قبل هيلفاير صاروخ من دون طيار CIA بريداتور بدون طيار. ومن بين القتلى قايد الحارثي (الملقب أبو علي الحارثي)، ويشتبه كبار ملازم تنظيم القاعدة يعتقد أنه العقل المدبر ساعد في أكتوبر2000 تفجير المدمرة الأمريكية كول. وكان الحارثي مدرجا على قائمة الاهداف التي أمر الرئيس الأمريكي جورج دبليو بوش باعتقالها أو قتلها. وكمال درويش(الملقب أحمد حجازي)أمريكي.

### 2010
في مايو/أيار2010، أدى هجوم خاطئ بطائرة بدون طيار أمريكية استهدف إرهابيي القاعدة في وادي عبيدة، اليمن، إلى مقتل خمسة أشخاص، من بينهم جابر الشبواني، نائب محافظ مأرب الذي كان يتوسط بين الحكومة والمسلحين. وأثار القتل غضب رجال قبائل الشبواني لدرجة أنهم قاتلوا بشدة في الأسابيع التالية مع قوات الأمن الحكومية، حيث هاجموا مرتين خط أنابيب نفط رئيسي في مأرب.

### 2011
في 5 مايو 2011، قتل صاروخ أطلقته طائرة أمريكية بدون طيار عبد الله ومسعد مبارك، الشقيقان اللذان ربما كانا من مقاتلي القاعدة. أصاب الصاروخ سيارتهما وتوفي كلاهما على الفور. كان الهدف من الضربة هو قتل دعاية القاعدة أنور العولقي،لكنه لم يصب في الغارة.
في 3يونيو2011 هاجمت طائرات أمريكية مأهولة (أو طائرات بدون طيار) وقتلت علي عبد الله ناجي الحارثي، وهو ناشط متوسط في القاعدة، والعديد من المشتبه بهم الآخرين، بما في ذلك عمار عبدة ناصر الوائلي، في غارة في الجنوب اليمن. وبحسب ما ورد قُتل أربعة مدنيين في الغارة، وبحسب ما ورد نسقت القوات الخاصة الأمريكية وعناصر وكالة المخابرات المركزية المتمركزة في صنعاء. وفقًا لوكالة أسوشيتيد برس، بدأت الحكومة الأمريكية في عام2011 في بناء قاعدة جوية بالقرب من اليمن أو في اليمن تخطط وكالة المخابرات المركزية الأمريكية والجيش الأمريكي من خلالها لتشغيل طائرات بدون طيار فوق اليمن. تقع هذه القاعدة في أم الملح شمال اليمن داخل المملكة العربية السعودية. ذكرت صحيفة واشنطن بوست أن الولايات المتحدة استخدمت سابقًا قاعدة في جيبوتي لتحليق طائرات بدون طيار فوق اليمن، بينما ذكرت صحيفة وول ستريت جورنال أنه يمكن استخدام قاعدة طائرات بدون طيار أمريكية في سيشيل لتحليق طائرات بدون طيار فوق اليمن.
وفقا لسكان محليين ومسؤولين حكوميين أميركيين ويمنيين لم يكشف عن أسمائهم، هاجمت طائرات أمريكية (أو طائرات بدون طيار) في 14يوليو/تموز2011 ودمرت مركزا للشرطة في المودية بمحافظة أبين كان قد احتل من قبل مسلحي القاعدة. أعطت وسائل الإعلام اليمنية والحكومة روايات متضاربة حول عدد القتلى الذين يقدرون بما يتراوح بين 6و 50قتيلاً. وفي اليوم نفسه وبالقرب منه، ورد أن صواريخ بطائرات بدون طيار أصابت سيارة تابعة لزعيم القاعدة اليمني فهد القصو، لكن القوص نجت من الهجوم.
في 1أغسطس2011،هاجمت طائرات أمريكية بدون طيار وطائرات يمنية كما ورد ثلاثة أهداف بالقنابل والصواريخ في جنوب اليمن، مما أسفر عن مقتل 15 من مقاتلي القاعدة المشتبه بهم وإصابة 17 آخرين.وشملت المواقع المستهدفة الوحدة والعامودية والخاميلة في محافظة أبين.وبحسب ما ورد كان أحد القتلى الزعيم المتشدد ناصر الشدادي.وبحسب صحيفة يمن بوست «تم الإبلاغ عن ما لا يقل عن 35هجومًا أمريكيًا بطائرات بدون طيار في اليمن خلال الشهرين الماضيين».
في 24أغسطس2011، هاجمت طائرات مجهولة مقاتلين مشتبه بهم من القاعدة بالقرب من زنجبار. وبحسب ما ورد قتلت الغارات 30مسلحا وجرحت40 آخرين.
وفقًا لمسؤولين يمنيين كما ورد في مجلة وار جورنال، قتلت الضربات الجوية الأمريكية في جنوب شرق محافظة أبين في 30أغسطس/آب إلى 1سبتمبر/أيلول2011 30من مقاتلي القاعدة في شبه الجزيرة العربية. وبحسب ما ورد شارك المسلحون في قتال مع القوات العسكرية اليمنية.
تناقلت التقارير مقتل أربعة مقاتلين من القاعدة في شبه الجزيرة العربية في أبين وسبعة مقاتلين من القاعدة في شقراء، في غارتين جويتين شنتهما طائرات أمريكية في 21سبتمبر/ أيلول2011.
في 30 سبتمبر/أيلول2011 قتلت صواريخ أطلقتها طائرات أمريكية بدون طيار 4أشخاص، بينهم دعاية القاعدة أنور العولقي، في محافظة الجوف. كما قتلت الغارة سمير خان محرر مجلة إنسباير الأمريكي المولد. الضربة هي المرة الأولى المعروفة التي تستهدف فيها الولايات المتحدة عمدا مواطنين أمريكيين في هجوم بطائرة بدون طيار.
قتلت غارة بطائرة بدون طيار على مخابئ للمتشددين شرق زنجبار، عاصمة محافظة أبين، في 5 أكتوبر/تشرين الأول2011، خمسة من مقاتلي القاعدة في شبه الجزيرة العربية. طبقاً لمسؤولين حكوميين يمنيين، قتلت غارة جوية أمريكية في 14أكتوبر/تشرين الأول2011 سبعة من مقاتلي القاعدة في شبه الجزيرة العربية، بمن فيهم إبراهيم البنا المصري المولد، الرئيس الإعلامي للقاعدة في شبه الجزيرة العربية.
في 14 أكتوبر/تشرين الأول2011 قتلت غارة مماثلة بطائرة بدون طيار نجل العولقي البالغ من العمر17 عاما، عبد الرحمن العولقي وثمانية آخرين.
قيل إن غارة بطائرة بدون طيار في 22ديسمبر/كانون الأول2011 بالقرب من زنجبار قتلت عبد الرحمن الوحيشي، أحد أقارب زعيم القاعدة اليمني ناصر الوحيشي. وأفادت الأنباء عن مقتل ثمانية مسلحين آخرين في غارة جوية بالقرب من جعار، محافظة أبين، في 17ديسمبر/كانون الأول2011.

### 2012
قتلت غارة جوية نفذتها طائرات أمريكية في 31يناير/كانون الثاني2012 بالقرب من مدينة لودر في محافظة أبين 11من مقاتلي القاعدة في شبه الجزيرة العربية. وبحسب ما ورد كان من بين القتلى عبد المنعم الفحتاني، أحد المشاركين في تفجير المدمرة الأمريكية كول 

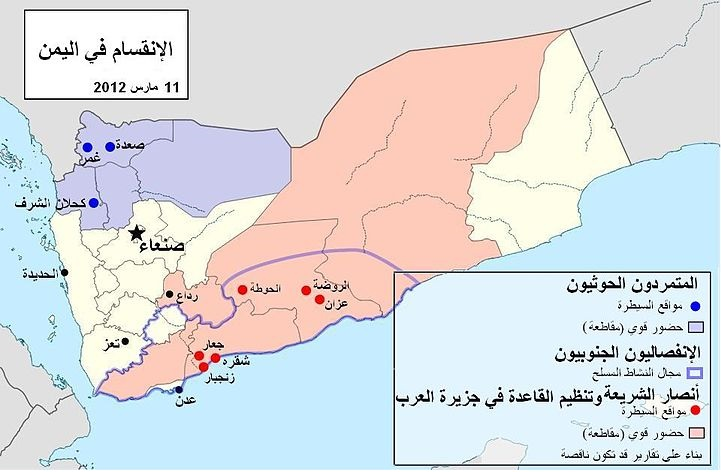
الحرب الأهلية اليمنية (2012-03-11) شملت الأراضي التي يسيطر عليها تنظيم القاعدة في شبه الجزيرة العربية وأنصار الشريعة (تان) معظم شرق اليمن.

ذكرت صحيفة وار جورنال أنه في عام 2012،نفذت الولايات المتحدة أولى غاراتها بطائرات بدون طيار ضد القاعدة في شبه الجزيرة العربية في محافظة حضرموت في مايو2012،من منتصف مايو حتى نهاية العام، شنت الولايات المتحدة سبع هجمات في المحافظة ما مجموعه 41ضربات الطائرات بدون طيار التي وقعت في اليمن عام 2012.
شاركت طائرات بدون طيار في ثلاث هجمات على مدار ثلاثة أيام في الفترة من 9إلى 11مارس2012. استهدفت الضربة الأولى مخبأ للقاعدة في شبه الجزيرة العربية بالقرب من البيضاء بمحافظة البيضاء، مما أسفر عن مقتل الزعيم المحلي للقاعدة في شبه الجزيرة العربية عبد الوهاب الحميقاني و 16من مقاتليه. أصابت الغارة الثانية جعار في محافظة أبين، مما أسفر عن مقتل 20من مقاتلي القاعدة في شبه الجزيرة العربية.الغارة الثالثة، أيضا في جعار، قتلت ثلاثة من مقاتلي القاعدة في شبه الجزيرة العربية واستهدفت موقعًا لتخزين الأسلحة التي استولى عليها تنظيم القاعدة في جزيرة العرب بعد اجتياح قاعدة عسكرية يمنية في الكود في الأسبوع السابق. وبحسب ما ورد قتلت غارة رابعة بطائرة بدون طيار في 14 مارس/آذار2012 في البيضة أربعة من مقاتلي القاعدة في شبه الجزيرة العربية في سيارة.
في 11أبريل، قتل 14مسلحا في غارة بطائرة بدون طيار في بلدة لودار، شمال شرق زنجبار، محافظة أبين. أسفرت غارة بطائرة بدون طيار في 22أبريل/نيسان في منطقة الصمادة، بالقرب من حدود محافظتي مأرب والجوف، عن مقتل القيادي البارز في القاعدة في شبه الجزيرة العربية محمد سعيد العمدة (المعروف أيضًا باسم غريب التعزي).
في 6مايو2012 قتلت غارة يشتبه أنها بطائرة أمريكية بدون طيار فهد محمد أحمد القصو ومقاتل آخر من القاعدة في محافظة شبوة الجنوبية.

### 2013
في عام2013، تم تنفيذ 6غارات من أصل26 في اليمن في محافظة حضرموت.
في أواخر يوليو، كشف مسؤولون أمريكيون مؤامرة للقاعدة (انبثقت من اليمن) أدت بالولايات المتحدة إلى إغلاق أكثر من 20سفارة ومنشأة دبلوماسية في جميع أنحاء إفريقيا والشرق الأوسط وآسيا. رداً على ذلك بين 27يوليو/تموز و 10أغسطس/آب، شنت الولايات المتحدة 9 ضربات في اليمن. لم يتم الإبلاغ عن أي ضربات بطائرات بدون طيار لمدة سبعة أسابيع قبل 27يوليو؛كان الهدف من الضربات عرقلة المؤامرة والقضاء على الكوادر القيادية العليا للقاعدة في شبه الجزيرة العربية وكبار النشطاء.
في 12كانون الأول، في قافلة زفاف في مديرية رداع الواقعة في محافظة البيضاء. استهدفت الطائرة الأمريكية بدون طيار عن طريق الخطأ قافلة زفاف بعد أن حددت تقارير المخابرات المركبات على أنها تقل مشتبه بهم من تنظيم القاعدة في جزيرة العرب. وكان خمسة من القتلى مشتبه بهم لكن البقية كانوا من المدنيين.

### 2014

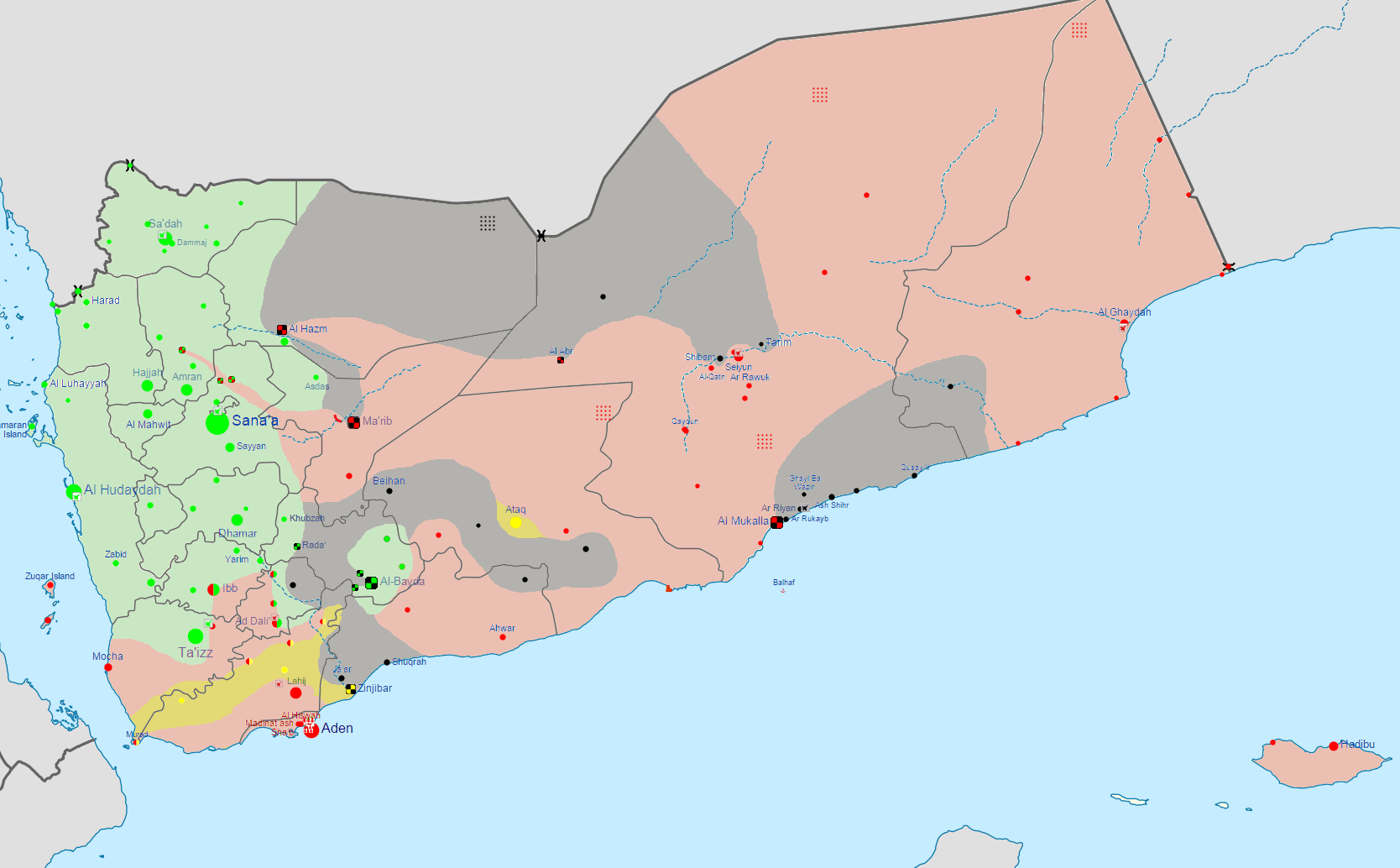
الحرب الأهلية اليمنية (2015/02/25) تضم الأراضي التي يسيطر عليها تنظيم القاعدة في جزيرة العرب (باللون الرمادي) أجزاء من العديد من المحافظات في شرق اليمن.

في 8 يناير، ذكرت صحيفة وار جورنال أن 2من مقاتلي القاعدة في شبه الجزيرة العربية قُتلا في غارة أمريكية بطائرة بدون طيار أثناء تنقلهما بالسيارة في منطقة القطن بمحافظة حضرموت،في أول غارة أمريكية مسجلة بطائرة بدون طيار في اليمن أو باكستان هذا العام.
في 3 مارس/آذار2014، قتلت غارة جوية يعتقد أنها نفذتها طائرة أمريكية بدون طيار ثلاثة أشخاص يشتبه في انتمائهم للقاعدة في شبه الجزيرة العربية. يُعتقد أن مجاهد جابر صالح الشبواني، وهو واحد من 25ناشطًا مطلوبًا للقاعدة في شبه الجزيرة العربية في اليمن، قُتل في الغارة.
في20 و 21أبريل/نيسان 2014، قتلت ثلاث غارات أمريكية بطائرات بدون طيار ما لا يقل عن عشرين من أعضاء القاعدة في شبه الجزيرة العربية المشتبه بهم ودمرت أحد معسكرات تدريب الجماعة في جنوب اليمن، بحسب بيان صادر عن وزارة الداخلية اليمنية.واعترفت الجماعة في بيان بإصابة خمسة مدنيين وقتل ثلاثة خلال الهجوم.
في 13يونيو2014 استهدفت غارة يشتبه أنها بطائرة مسيرة أمريكية سيارة في منطقة المفرق السعيد بمحافظة شبوة، مما أسفر عن مقتل خمسة نشطاء مزعومين للقاعدة في شبه الجزيرة العربية كانوا على متنها.

### 2015
بعد إغلاق السفارة الأمريكية في صنعاء، قال مسؤولو مكافحة الإرهاب الأمريكيون إن وكالة المخابرات المركزية اضطرت إلى تقليص عملياتها في اليمن. من بين حوالي 200أمريكي تمركزوا في السفارة، كان «العشرات» يعملون لصالح وكالة المخابرات المركزية.
في 12 يونيو/حزيران2015، قتلت غارة أمريكية بطائرة مسيرة ناصر الوحيشي، زعيم القاعدة في جزيرة العرب.

### 2016

الحرب الأهلية اليمنية (الحالية) الأراضي التي يسيطر عليها تنظيم القاعدة في جزيرة العرب (بيضاء) تمتد غربًا عبر محافظات حضرموت وشبوة وأبين ولحج.

أكدت الولايات المتحدة 32غارة بطائرات بدون طيار في اليمن خلال عام2016، مما أسفر عن مقتل88 إلى 123 ؛ 10أو11 غارة أخرى لم يؤكدها الجيش؛ وأسفر ذلك عن 23حالة وفاة.
في 22مارس/آذار، قتلت غارة أمريكية بطائرة بدون طيار بالقرب من مقر القاعدة في شبه الجزيرة العربية، مدينة المكلا الساحلية، عاصمة محافظة حضرموت، ما بين40 إلى 50 مقاتلاً.
في 27مارس/آذار، قتلت غارة أمريكية بطائرة بدون طيار 8مقاتلين من القاعدة في شبه الجزيرة العربية في محافظة أبين الجنوبية، داخل أراضي الجماعة.
في 21أكتوبر/تشرين الأول، قالت الولايات المتحدة إنها قتلت خمسة من مقاتلي القاعدة في جزيرة العرب في غارة جوية في محافظة مأرب.

### 2017
قال مسؤولون أمنيون وعشائريون إن غارتين أمريكيتين بطائرات مسيرة قتلت في 21يناير/كانون الثاني القائد الميداني أبو أنيس الأبي واثنين آخرين من عناصر القاعدة في محافظة البيضاء.
في 4 مارس/آذار، شنت طائرات بدون طيار وطائرات حربية أمريكية أكثر من 30غارة جوية على مواقع يشتبه في أنها تابعة للقاعدة في ثلاث محافظات يمنية.
في 2أكتوبر2017، صرحت القيادة المركزية الأمريكية بإسقاط طائرة من طراز MQ-9 ريبر في غرب اليمن في اليوم السابق.أشارت مقاطع الفيديو المحلية للحدث إلى أنه تم إسقاطه بصاروخ أرض جو.

### 2018
في 6 تموز/يوليو2018 قتلت غارة أمريكية بطائرة مسيرة سبعة من مقاتلي القاعدة المزعومين في محافظة شبوة.

### 2019
في 1كانون ثاني/يناير 2019 قُتل أحد عناصر القاعدة وشريكه في تفجير المدمرة يو إس إس كول عام 2000 جمال البدوي في غارة جوية أميركية دقيقة في محافظة مأرب.
في 24حزيران/ يونيو2019، قتلت ثلاث هجمات بطائرات مسيرة ما لا يقل عن 5مسلحين في البيضاء، اليمن.

### 2020
أدت غارة جوية أمريكية في 25يناير/كانون الثاني على مديرية العبودية بمحافظة مأرب إلى مقتل شخص مجهول الهوية. كانت غارة جوية أخرى في 27يناير، مما أسفر عن مقتل عبد الله العداني. في 29كانون ثاني/يناير 2020، قُتل أمير القاعدة في جزيرة العرب، قاسم الريمي، في غارة جوية أثناء سفره في سيارة برفقة أحد كبار قادة القاعدة في شبه الجزيرة العربية، أبو البراء الإبي، في منطقة يكلا بمديرية وولد ربيع. محافظة البيضاء. وعين خالد باطرفي خليفة له بعد شهر.

### 2021
في 14تشرين الثاني/نوفمبر 2021، قُتل مسلحان يشتبه بانتمائهما لتنظيم القاعدة في جزيرة العرب ومدني واحد في غارتين بطائرات مسيرة تنازع الولايات المتحدة على تنفيذهما في المنطقة الحدودية بين محافظة البيضاء وشبوة.

## تراكمي
يقدر موقع أمريكي نيوز أن ما مجموعه 127هجومًا بطائرات بدون طيار أمريكية قد تم شنها في اليمن بين عامي2002 و2016 ؛ 1في2002 و 1في 2010 و 9في2011 و 47في2012 و 24في2013 و 17في2014 و 24في2015 و 4في2016. بالإضافة إلى ذلك، تم تنفيذ 15غارة جوية مأهولة، على الرغم من استخدام الطائرات المأهولة مرة واحدة فقط منذ عام2012. تعطي مجلة وار جورنال رقمًا أعلى بكثير من 334 من 2009 إلى 2018.

## إحصائيات
| عام  | الهجمات | اصابات | اصابات | اصابات | اصابات |
| عام  | الهجمات | نشطاء  | مدنيون | مجهول  | مجموع  |
| ---- | ------- | ------ | ------ | ------ | ------ |
| 2002 | 1       | ؟      | ؟      | ؟      | ؟      |
| 2009 | 2       | ؟      | ؟      | ؟      | ؟      |
| 2010 | 2       | ؟      | ؟      | ؟      | ؟      |
| 2011 | 12      | ؟      | ؟      | ؟      | ؟      |
| 2012 | 56      | ؟      | ؟      | ؟      | ؟      |
| 2013 | 25      | ؟      | 13     | 12     | 25     |
| 2014 | 18      | ؟      | ؟      | ؟      | ؟      |
| 2015 | 24      | ؟      | ؟      | ؟      | ؟      |
| 2016 | 43      | ؟      | ؟      | ؟      | ؟      |
| 2017 | 47      | ؟      | ؟      | ؟      | ؟      |
| 2018 | 41      | ؟      | ؟      | ؟      | ؟      |
| 2019 | 11      | ؟      | ؟      | ؟      | ؟      |
| 2020 | 4       | ؟      | ؟      | ؟      | ؟      |